# Pointe-Haute de Mary
La pointe-Haute de Mary est une montagne des Alpes-de-Haute-Provence, culminant à 3 206 m d'altitude.